# جوناثان فيلاسكو
جوناثان فيلاسكو هو دبلوماسي فنزويلي يشغل منصب سفير فنزويلا في العراق. خلال الأزمة الرئاسية الفنزويلية في 2 فبراير 2019 اعترف فيلاسكو بخوان غوايدو كرئيس مؤقت لفنزويلا، مشيرًا إلى أن الجمعية الوطنية هي السلطة الوحيدة "المرتبطة بالأخلاق والشرعية" والمسؤولة عن ملء فراغ السلطة الذي خلقته انتهاك الدستور".